# Hatzenhofen
Hatzenhofen ist ein Dorf und Ortsteil des Marktes Rennertshofen im Landkreis Neuburg-Schrobenhausen im Regierungsbezirk Oberbayern.

## Geografie
Hatzenhofen liegt direkt südöstlich anliegend am Hauptort Rennertshofen am Südrand der Südlichen Frankenalb, der das Donautal im Norden begrenzt. Verkehrstechnisch liegt es direkt an der Einmündung der Staatsstraße 2047 aus Dollnstein in die Staatsstraße St 2214 von Rennertshofen nach Neuburg an der Donau. Die Nachbarorte von Hatzenhofen sind im Westen der Hauptort Rennertshofen, im Norden Treidelheim und im Osten Stepperg. Gegenüber von Hatzenhofen auf der anderen, südlichen Seite der Donau liegt der Burgheimer Ortsteil Straß.

## Geschichte
Erstmals erwähnt wurde Hatzenhofen 1214 im Pappenheimer Urbar. Demnach war das gesamte Dorf von Graf Friedrich von Truhendingen den Pappenheimern als Lehen gegeben worden, die es wiederum an ihren Gefolgsmann und Ritter Elinbert verliehen hatten. Seit dem 16. Jahrhundert existierte ein Schlösslein in Hatzenhofen, ein Graisbacher Lehen, das 1655 zerstückelt und verkauft wurde (1961 wurde in dem Gebäude ein kleiner Schatz kupfernen Gebrauchsgeschirrs gefunden).

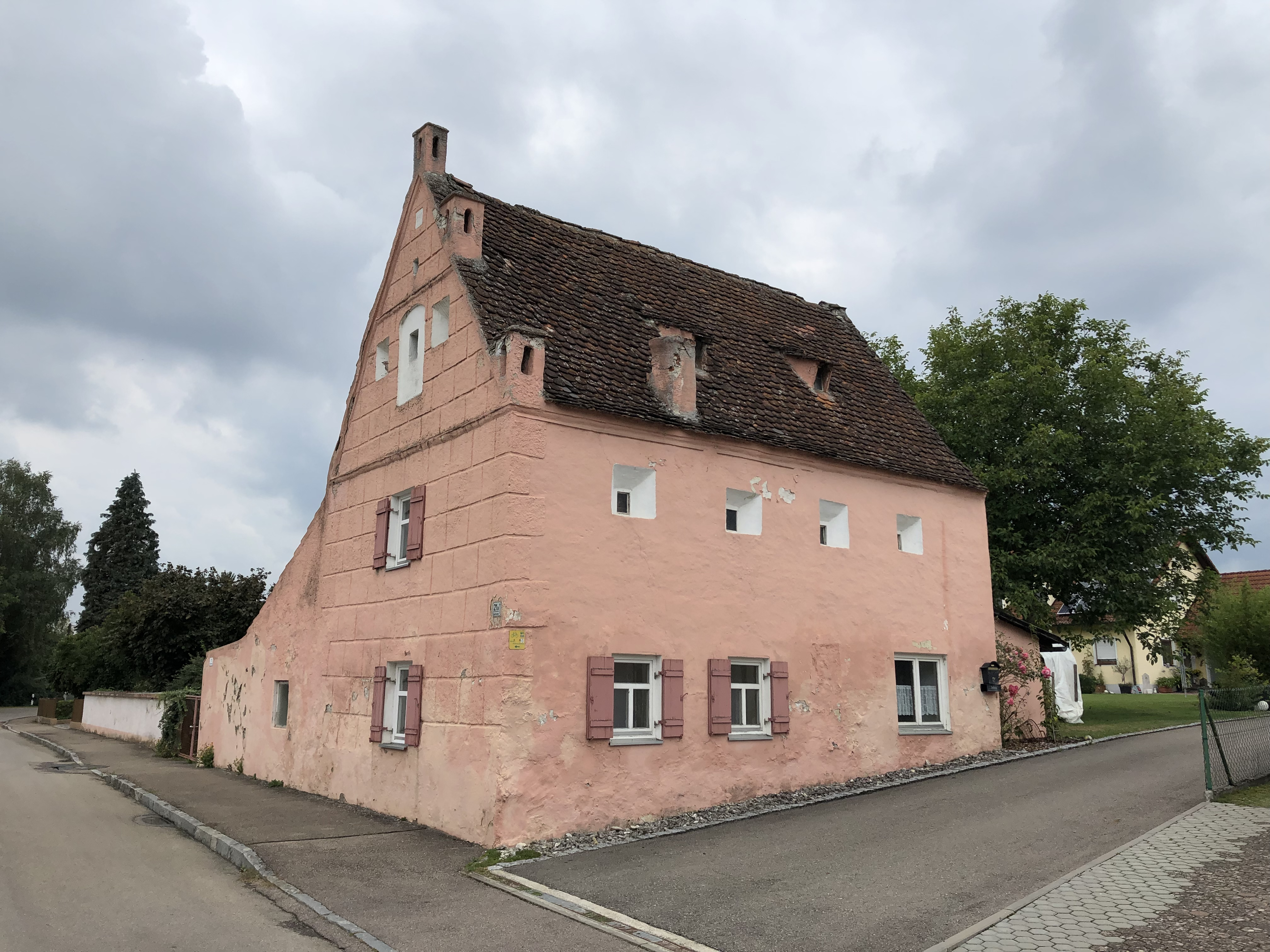
„Schlösslein“ von Hatzenhofen (erhaltener Gebäudeteil 2019)

Hatzenhofen war mit dem ersten Gemeindeedikt 1808 Bestandteil des Steuerdistrikts Rennertshofen geworden. Mit dem zweiten Gemeindeedikt von 1818 wurde der Ort eine Ruralgemeinde im Landgericht Monheim und mit der Trennung von Justiz und Verwaltung 1862 in den Bezirk Donauwörth einbezogen. Am 1. Oktober 1879 wechselte die Gemeinde mit sechs weiteren Kommunen zum Amtsgericht Neuburg an der Donau. In der Folge kam Hatzenhofen am 1. Januar 1880 zum Bezirksamt Neuburg an der Donau. Am 1. Juli 1972 wechselte die Gemeinde, bisher im schwäbischen Landkreis Neuburg an der Donau, im Zuge der Gebietsreform in Bayern zum oberbayerischen vergrößerten Landkreis Neuburg an der Donau, der am 1. Mai 1973 in Landkreis Neuburg-Schrobenhausen umbenannt wurde. Am 1. Januar 1976 erfolgte die Eingemeindung in den Markt Rennertshofen.
1840 hatte Hatzenhofen 132 Einwohner, 1875 waren 140, 1900 dann nur noch 123 und 1952 (Aufnahme von Vertriebenen) 169. 1961 wohnten durch die Neubautätigkeit schließlich 248 Personen im Dorf.
Kirchlich gehört Hatzenhofen zur katholischen Pfarrei Sankt Michael in Stepperg, zwei Häuser (Schlösslein und Bayermühle) gehören zur Pfarrei Mariä Himmelfahrt in Mauern.

## Baudenkmäler
Siehe: Liste der Baudenkmäler in Hatzenhofen